# Schack Hermann Ewald
Schack Hermann Ewald (* 11. Februar 1745 in Gotha; † 5. Mai 1822 ebenda) war ein deutscher Hofbeamter und Publizist.

## Leben
Schack (= Jacques) Ewald studierte an der Universität Erfurt Jura. Seit 1769 war er Advokat in Gotha. Anfang Mai 1772 ging er als Hofmeister mit einem Studenten nach Göttingen; dort wurde er Mitglied des am 12. September 1772 gegründeten Göttinger Hainbundes, dessen Mitgliedern er „persönlich werth gewesen zu sein scheint, obgleich sie sich über die Oden, die er 1772 herausgab, sehr abfällig äußerten“. Schon Anfang Oktober 1772 ging er nach einem von Johann Heinrich Voß geschilderten Abschiedsfest – mit einem Trinkspruch gegen Christoph Martin Wieland – zurück nach Gotha. Dort wurde er 1780 Registrator beim Hofmarschallamt, 1784 Hofmarschallamtssekretär, 1798 Hofsekretär, 1803 sachsen-gothaischer Rat. Er war Herausgeber der Gothaische Gelehrten-Zeitung von 1774 bis 1804.
Am Geburtstag von Friedrich Gottlieb Klopstock, 2. Juli 1773, initiierte Ewald eine Bücherverbrennung von Werken Wielands.
Seit dem 31. August 1778 war er Mitglied der Gothaer Freimaurerloge Zum Rautenkranz bzw. Zum Compaß. Im Januar 1786 wurde er unter dem Ordensnamen 'Cassiodor' im Bund der Illuminaten als 'Illuminatus major' aufgeführt. Er blieb ein reges Mitglied der Gothaer Logen und verfasste u. a. Eleusis, über den Ursprung und Zweck der alten Mysterien (Gotha 1819) sowie freimaurerische Lieder und ein Manuskript über die Geschichte der älteren Gothaer Logen.
Im Alter von 77 Jahren starb Schack Hermann Ewald am 5. Mai 1822 in Gotha.
Der Direktor der Gothaischen Kunstsammlung Wilhelm Heinrich Ewald (1791–1865) war sein Sohn.

## Werke
- Oden (1772)
- Über das menschliche Herz; ein Beitrag zur Charakteristik der Menschheit (anonym), Erfurt 1784